# Polskie Towarzystwo Dendrologiczne
Polskie Towarzystwo Dendrologiczne (PTD) – towarzystwo naukowe odtworzone w 2009 roku, nawiązuje w swej działalności do Polskiego Towarzystwa Dendrologicznego założonego w 1924 roku we Lwowie. PTD skupia osoby zainteresowane dendrologią, pogłębianiem i upowszechnianiem wiedzy w zakresie biologii, ekologii i uprawy roślin drzewiastych, oraz prowadzeniem badań naukowych.
Walne Zgromadzenia Towarzystwa odbywa się co cztery lata, łączone jest z ogólnopolskimi lub międzynarodowymi sympozjami.

## Historia
Polskie Towarzystwo Dendrologiczne powstało we Lwowie, w 1924 roku. Głównym inicjatorem był dr Szymon Wierdak z Zakładu Botaniki Lasowej Politechniki Lwowskiej, który stał się siedzibą PTD. Wśród założycieli byli m.in.: Adolf Beinlich, dr Julian baron Brunicki, Kazimierz Brzeziński, Stanisław hrabia Dzieduszycki Stanisław Golczewski, prof. Seweryn Krzemieniowski, Andrzej i Stefan Makowiecki, Kazimierz i Stanisław Piątkowscy, Eugeniusz Poluszyński, Walery Swiderski, Jan Szczygielski, dr Szymon Wierdak, dr Tadeusz Wilczyński, Antoni Wróblewski i Adam Younga. Zawiązany w 1924 komitet organizacyjny odbył dwa posiedzenia. Podczas drugiego utworzono Tymczasowy Wydział składający się z 6 osób. Pierwsze walne zgromadzenie Towarzystwa miało miejsce we Lwowie 20 lutego 1925. 
Pierwszy po II wojnie światowej zjazd Towarzystwa odbył się w Kórniku od 31 października do 2 listopada 1948, a następny w Tułowicach w dniach 27–29 września 1949.
W 1949 r. ministerstwo oświaty wydało decyzję zabraniającą PTD samodzielnego istnienia, zalecono połączenie PTD z Polskim Towarzystwem Botanicznym (PTB). 10 września 1950 na walnym zgromadzeniu PTD i PTB zdecydowano o fuzji towarzystw i powołano Komisję Dendrologiczną w ramach PTB. Decyzję podjął prezes PTD prof. Władysław Szafer, co w świetle formalnych założeń statutu PTD oznaczało, że Towarzystwo nie zostało rozwiązane w sposób ważny. Wśród członków PTD nie było pełnej zgody na takie działanie, prowadzono bierny opór zapisując się do Sekcji Dendrologicznej PTB, ale nie do PTB.

### Cel
Celem PTD było „badanie drzew, drzewostanów, krzewów i bylin pod względem naukowym, użytkowym i zdobniczym oraz ich ochrona; szerzenie zamiłowania i wiadomości o ich życiu, hodowli oraz użytkowaniu w ogrodzie i lesie”. Do zadań PTD miało należeć m.in.:
- inwentaryzacja, opieka nad istniejącymi w Polsce parkami, ogrodami, cmentarzami, alejami, naturalnymi zbiorowiskami roślinnymi i pojedynczymi ważnymi roślinami,
- tworzenie nowych arboretów i ogrodów dendrologicznych, stacji doświadczalnych,
- zakładanie muzeów, bibliotek i czytelni, urządzanie wycieczek, odczytów i publikowanie wyników badań oraz informacji związanych z dendrologią,
- nawiązywanie współpracy z pokrewnymi Towarzystwami w kraju i zagranicą.

### Członkostwo
W PTD wyróżniono trzy typy członkostwa: zwyczajne członkostwo dożywotnie, honorowe i korespondencyjne. W 1933 roku członkami Towarzystwa było 198 osób.

### Władze
Na czele PTD stał prezes (kadencja roczna), zarząd tworzyli dwaj zastępcy i ośmiu członków. Kadencja jednego z wiceprezesów oraz połowy członków zarządu trwała rok, po czym następowały wybory.
Prezesami byli m.in. dr. Bolesław Orzechowicz (pierwszy prezes), prof. Władysław Szafer (1948-1951).
Od 2022 r. władze pełnione są przez Zarząd Główny w składzie:
- dr hab. Marcin Kubus, prof. ZUT – prezes
- dr hab. Zbigniew Sobisz, prof. AP – wiceprezes
- dr hab. Grzegorz Nowak, prof. ZUT – wiceprezes
- dr Mariola Truchan – redaktor wydawnictw
- mgr inż. Natalia Maćków – sekretarz
- mgr inż. Tomasz Szewczyk – skarbnik

W skład komisji rewizyjnej wchodzą:
- dr hab. Urszula Nawrocka-Grześkowiak, prof. ZUT – przewodnicząca
- dr hab. Piotr Latocha, prof. SGGW – wiceprzewodniczący
- Tomasz Dymny – sekretarz
- mgr Agnieszka Kościelak – członek
- dr Tomasz Maliński – członek

W skład Sądu Koleżeńskiego wchodzą:
- dr hab. inż. Jacek Borowski prof. SGGW – p.o. przewodniczącego
- dr Narcyz Piórecki – sekretarz
- dr hab. inż. Przemysław Bąbelewski prof. UPWr – członek
- dr inż. Marcin Kolasiński – członek
- dr Małgorzata Morończyk – członek

### Działalność wydawnicza
PTD wydawało Rocznik Polskiego Towarzystwa Dendrologicznego, który de facto był rocznikiem tylko z nazwy, poszczególne numery ukazywały się nieregularnie. Redaktorem od 1925 roku, do lat powojennych, był dr Szymon Wierdak. Ukazało się sześć zeszytów: w 1926, 1928, 1930, 1931, 1933 i 1935 roku, nakład rocznika z 1939 zniszczyli sowieci.
Poza Rocznikiem drukowano druki ulotne, pocztówki informacyjne itp.

### Kolekcje Narodowe
Polskie Towarzystwo Dendrologiczne koordynuje funkcjonowanie Kolekcji Narodowych, czyli zarejestrowanych i odpowiednio udokumentowanych, tematycznych kolekcji roślinnych, np. określonych grup taksonomicznych, najczęściej ograniczonych do rodzaju np. bukszpan Buxus czy różanecznik Rhododendron historycznej rasy łużyckiej (jak w przypadku Arboretum Wojsławice), ale mogą to być również kolekcje historycznych odmian uprawnych np. jabłoni. 

### Rejestr Polskich Drzew Pomnikowych (RPDP)
Baza Rejestru prowadzona jest przez Sekcję Drzew Pomnikowych PTD i zawiera dane o wyróżniających się drzewach rosnących na terenie Polski, ale również w innych krajach – m.in. najgrubszych, najwyższych oraz najstarszych, ale także wyjątkowych z innych względów. Na stronie znajdują się rankingi np. najgrubszych drzew danego gatunku. W końcu lipca 2024 roku Rejestr zawierał informacje o 5939 drzewach, w tym 5690 z Polski. 

## Odtworzenie
Odtworzenie PTD nastąpiło w 2009 roku. Poprzedziło je przedstawienie listu intencyjnego w sprawie reaktywowania Towarzystwa na zjeździe Sekcji Dendrologicznej PTB w Szklarskiej Porębie w czerwcu 2008 roku. List sygnowali dendrolodzy: Piotr Banaszczak, Jacek Borowski, Jakub Dolatowski, Hanna Grzeszczak-Nowak, Ewa Jerzak, Marcin Kubus, Piotr Muras, Tomasz Nowak, Bronisław Jan Szmit i Jerzy Tumiłowicz. Zebranie założycielskie PTD odbyło się 24 stycznia 2009 roku, we Wrocławiu, w Ogrodzie Botanicznym, który stał się siedzibą PTD.  Statut odtworzonego Towarzystwa, zatwierdził sąd rejonowy dla Wrocławia-Fabrycznej 12 sierpnia 2009.

## Struktura
W ramach PTD działają cztery oddziały:
- Dolnośląski;
- Szczeciński;
- Warszawski;
- Wielkopolski;

oraz sześć sekcji:
- Diagnostyki drzew;
- Drzew miejskich;
- Drzew pomnikowych[8]
- Ogrodów botanicznych;
- Roślin wrzosowatych;
- Róż.